# Влагалище листа

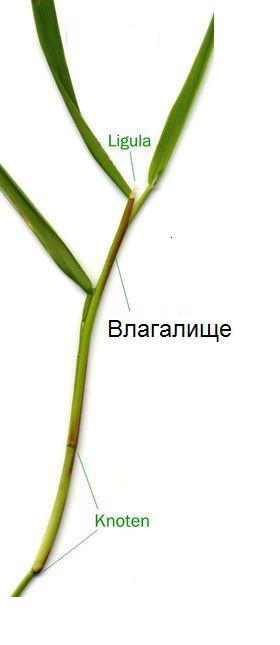
Лигула, влагалище и узлы

Влага́лище (англ. sheath, лат. vaginula) — часть листа, находящаяся у основания, расширенная в виде желобка или трубки и охватывающая стебель. У многих растений нижние листья, а у некоторых и все, редуцированы и представлены только одними влагалищами.

## Примеры у разных растений
У некоторых растений (у большинства однодольных) основание листа сильно разрастается и, охватывая узел целиком, образует листовое влагалище. Однако у разных видов оно различается по форме. Так, влагалище у зонтичных не сильно охватывает стебель, а у злаков доходит до следующих узлов листьев. У некоторых растений, например у бананов, влагалища листьев, охватывая друг друга, образуют высокий ложный стебель.
Функция влагалища заключается в том, что оно защищает почку, находящуюся в его пазухе. Для науки это понятие важно, так как наличие или отсутствие, а также форма, — постоянный признак, который применяется в систематике растений.

## Другие значения в биологии
Влагалищем называется также небольшая мешковидная бахрома у основания ножки некоторых шляпочных грибов (например, мухомора, бледной поганки) — остаток так называемого общего покрывала, окружающего плодовое тело молодого гриба и позднее разрывающегося.